# Ozarba endoplaga
Ozarba endoplaga är en fjärilsart som beskrevs av George Francis Hampson 1916. Ozarba endoplaga ingår i släktet Ozarba och familjen nattflyn. Inga underarter finns listade i Catalogue of Life.